# Mary Schmich
Mary Theresa Schmich (* 29. November 1953 in Savannah, Georgia) ist eine US-amerikanische Journalistin. Schmich war von 1992 bis 2021 Kolumnistin der Chicago Tribune. Im Jahr 2012 wurde sie mit dem Pulitzer-Preis für Kommentare ausgezeichnet.

## Leben
Mary Schmich wurde 1953 in Savannah, Georgia, als ältestes von acht Kindern ihrer Eltern geboren. Sie wuchs in Georgia auf und besuchte später die High School in Phoenix, Arizona. Ihren Bachelor of Arts erwarb sie am kalifornischen Pomona College. Schmich lebte später ein Jahr in Frankreich und begann dann ein Studium an der Journalistenschule der Stanford University.
Ihre Karriere begann sie als Reporterin der Peninsula Times Tribune in Palo Alto und wechselte später zum Orlando Sentinel. Ab 1985 arbeitete sie für die Chicago Tribune, zunächst als nationale Korrespondentin in Atlanta. Ab 1992 hatte sie ihre eigene Kolumne in der Chicago Tribune. Von 1995 bis 1996 verbrachte sie ein akademisches Jahr mit einem Stipendium der Nieman Fellowship an der Harvard University und kehrte danach zur Tribune zurück, wo sie weiter als Kolumnistin tätig war.
1997 veröffentlichte sie in ihrer Kolumne den Artikel Advice, like youth, probably just wasted on the young (auf Deutsch etwa „Guter Rat ist, wie die Jugend, an die Jungen wahrscheinlich verschwendet“), mit dem sie in der Form einer Abschlussrede für Universitätsabsolventen einige Lebensweisheiten weitergeben wollte. Der Text verbreitete sich viral im Internet, wurde dort dem Schriftsteller Kurt Vonnegut zugeschrieben und erreichte schließlich den australischen Regisseur Baz Luhrmann, der ihn noch im gleichen Jahr als Grundlage für das Spoken-Word-Lied Everybody’s Free (To Wear Sunscreen) nutzte, das 1999 in mehreren Ländern die Single-Charts erreichte. Schmich adaptierte den Text 1998 auch als kurzes Geschenkbuch für Absolventen unter dem Titel Wear Sunscreen: A Primer for Real Life.
Von 1985 bis 2010 schrieb sie außerdem die ursprünglich von Dale Messick kreierte Comicserie Brenda Starr, Reporter, zunächst von 1985 bis 1995 in Zusammenarbeit mit Ramona Fradon und ab 1995 gemeinsam mit June Brigman.
2012 wurde Mary Schmich für „ihr breites Spektrum an bodenständigen Kolumnen, die den Charakter und die Kultur ihrer berühmten Stadt widerspiegeln“, mit dem Pulitzer-Preis für Kommentare ausgezeichnet.
Nach etwa 3000 Kolumnen für die Chicago Tribune zog sich Schmich 2021 von der Arbeit als Kolumnistin zurück.
Sie lebt in Chicago.

## Schriften
- Wear Sunscreen: A Primer for Real Life. Andrews McMeel Pub., Kansas City, MO, 1998, ISBN 978-0-836-25528-7.
- Even the Terrible Things Seem Beautiful to Me Now: The Best of Mary Schmich. Midway, an Agate imprint, Chicago, 2013, ISBN 978-1-572-84145-1.